# 刁協
刁 協（ちょう きょう、? - 322年）は、東晋時代の政治家。字は玄亮。本貫は勃海郡饒安県。祖父は魏の斉郡太守の刁恭。父は西晋の武帝期の御史中丞の刁攸。子は刁彝（字は大倫）。孫は刁逵（字は伯道）・刁暢・刁弘・刁騁ら。曾孫は刁雍・刁弥・刁宝恵ら。

## 生涯
若くして、琅邪王司馬睿（後の元帝）の側近として仕えた。
少年時代から博識で、西晋の時代、皇族である成都王司馬穎・趙王司馬倫・長沙王司馬乂・東嬴公司馬騰らの幕僚などを歴任した。
永嘉年間、刁協は河南尹に任命されるが、拝命する前に、匈奴・鮮卑など北方異民族の南下で中原が戦乱に陥ると（永嘉の乱）、琅邪王司馬睿とともに江南に難を逃れ、その幕僚として活躍する。大興元年（318年）、司馬睿が皇帝に即位し東晋を建国すると、刁協は尚書左僕射に任命され、朝廷の典章制度の制定に携わった。大興初年に尚書令に昇進し、数年後に紫金光禄大夫を加えられた。
元帝は即位すると、王導・王敦ら琅邪王氏の勢力が強大になりすぎたことを警戒し、刁協・劉隗を側近として親任し、王氏の勢力を削ぐことを画策した。刁協は奴隷を解放して近衛兵を組織するなど、皇帝権力の強化を進めようとした。しかし刁協は傲慢な性格で、上司に媚び部下に厳しい態度で接し、さらに酒に酔ってほしいままに振る舞うことがあったという。このため朝廷での刁協への反発は激しいものがあった。吏部尚書の周顗が病気で一時重態になった時、上役であった刁協は親切の限りを尽くして彼を介抱し、そのおかげで持ち直すことができた。ところが周顗の弟の周嵩は兄の見舞いに来るや、いきなり刁協を殴りつけ、周顗に対しては「どうして佞人刁協などと親しくされるのですか」となじったという逸話も残っている。
永昌元年（322年）、大将軍として武昌に鎮していた王敦は、劉隗・刁協ら君側の奸を打倒するという名目で謀反を起こした。元帝は刁協に六軍（皇帝直属の軍）を率いて迎撃することを命じたが、王敦率いる大軍に大敗した。劉隗と刁協は、彼らの身を案じた元帝の意を受け、建康を脱出した。だが刁協は逃亡する途中で、部下によって殺害され、その首級は王敦に差し出された。

## 子孫
子の刁彝は、王敦の没落後に亡父を殺害した一党（部下）を皆殺しし、その仇を討った。朝廷はこれを褒め称え、刁彝は立身した。後に尚書吏部郎、呉国内史などを歴任し、間もなく北中郎将に昇進した。晩年は広陵全域の徐兗二州の刺史および仮節に任命され、在任中に亡くなった。だが、その子の刁逵は弟の刁暢たちとともに桓玄と対立した劉裕によって、元興3年（404年）に殺害された。
伯父と父らの非業の死で、身の危険を感じた甥の刁雍（刁暢の子）は、従弟の刁弥（父の名は不詳）とともに父の元部下の吏に匿われ、洛陽に逃げ込んで後秦の豫州牧の姚紹の庇護を受け、後に長安に入った。刁雍は書伝を広く読んでいたため、後秦の姚興に降り、太子中庶子に任じられた。さらに北魏の太武帝に仕えて、官位は青州刺史を経て、征南将軍・徐豫二州刺史に至った。また、『教誡』二十余編を著し、太和8年（484年）に95歳の高齢で大往生し、その子孫は栄えた。